# 马斯德巴韦兰斯
马斯德巴韦兰斯（西班牙語：Mas de Barberáns）是西班牙加泰罗尼亚塔拉戈纳省的一个市镇。总面积79平方公里，总人口682人（2001年），人口密度9人/平方公里。